# Daniel Dörr
Daniel Dörr (* 31. März 1983 in Gießen) ist ein deutscher Basketballtrainer und ehemaliger -spieler.

## Laufbahn
Dörr spielte ab 1998 Basketball in der Jugend des VfB 1900 Gießen. Er blieb bis 2001 bei dem Verein und spielte in der Saison 1999/2000 zusätzlich für die zweite Herrenmannschaft des MTV 1846 Gießen.
In der Saison 2001/02 verstärkte der 2,02 Meter große Power Forward und Innenspieler den Regionalligisten TSV Grünberg, ab 2002 gehörte er dem Aufgebot von Avitos Lich (später wieder TV 1860 Lich genannt) in der 2. Basketball-Bundesliga an.
Dörr wechselte 2006 gemeinsam mit Trainer Arne Alig aus Lich zu den Crailsheim Merlins. 2009 gelang Dörr als Mannschaftskapitän und Leistungsträger (11,4 Punkte und 6,3 Rebounds/Spiel im Aufstiegsspieljahr) mit den Hohenlohern der Sprung von der 2. Bundesliga ProB in die 2. Bundesliga ProA. In der zweithöchsten deutschen Liga trug Dörr bis 2011 das Crailsheimer Hemd und ging im Sommer 2011 nach Lich zurück, schloss sich der inzwischen Licher BasketBären genannten Mannschaft an. Bis zum Ende der Saison 2015/16 stand Dörr, den Kampfgeist im Spiel unter dem Korb sowie Treffsicherheit beim Mitteldistanzwurf auszeichneten, im Licher Aufgebot. Die BasketBären schrieben dem „Locke“ genannten Dörr beim Abschied im Sommer 2016 zu, eine „wichtige Identifikationsfigur“ der Mannschaft gewesen zu sein.
Dörr spielte ab 2016 für die VfB Gießen Pointers in der 2. Regionalliga, zuletzt in der Saison 2017/18. Zusätzlich betreute er die zweite Herrenmannschaft der Mittelhessen als Trainer, führte diese von der Landesliga in die Oberliga. In der Sommerpause 2018 wurde er bei dem Verein zum Trainer der ersten Mannschaft befördert, die zuvor unter Dejan Kostic in die 1. Regionalliga aufgestiegen war. 2021 wurde sein Vorgänger Kostic Dörrs Co-Trainer bei der Gießener Mannschaft, zusammen führten sie die Mittelhessen in der Saison 2021/22 zum Gewinn des Meistertitels in der 1. Regionalliga Südwest und zum Aufstieg in die 2. Bundesliga ProB. In der Saison 2022/23 erfolgte als Tabellenletzter der Nordgruppe der 2. Bundesliga ProB der Abstieg. Damit endete Dörrs Amtszeit als Gießener Trainer.
Er wurde im Sommer 2023 bei den Gießen 46ers als Assistenztrainer der U19-Mannschaft in der Nachwuchs-Basketball-Bundesliga tätig.